# الضرائب في تنزانيا
الضرائب في تنزانيا هيئة الإيرادات التنزانية هي وكالة حكومية في تنزانيا، وهي مكلفة بمسؤولية إدارة التقييم والتحصيل والمحاسبة لجميع إيرادات الحكومة المركزية في تنزانيا.

## التاريخ
تبنت تنزانيا وأصلحت بشكل دوري أنظمة الضرائب الاستعمارية بدءًا من ضريبة الرأس التي أدخلها البريطانيون في أوائل القرن العشرين. تشمل الإصلاحات التي تم إجراؤها في فترة ما بعد الاستعمار إدخال ضريبة المبيعات في عام 1969، وسن تشريعات ضريبة الدخل الجديدة في عام 1973، وتعديل التشريع الضريبي الحالي لمراجعة القواعد والمعدلات الضريبية، وإلغاء بعض ضرائب الإنتاج في عام 1979 ورسوم التصدير في 1985/86، إعادة إدخال ضريبة المكوس الملغاة سابقًا في 1989.
تقديراً لاستمرار ضعف أداء النظام الضريبي والحاجة إلى النظر إلى النظام الضريبي ككل، عينت الحكومة لجنة ضريبية في أكتوبر 1989. وكانت المهمة الأساسية للمفوضية دراسة ومراجعة النظام الضريبي للحكومة المركزية والمحلية وإدارتها، وتقديم التوصيات إلى الحكومة. على وجه التحديد كان من المقرر أن يوصي بإجراء تغييرات على النظام الضريبي الحالي لتوسيع القاعدة الضريبية، وتعزيز تحصيل الإيرادات، وتشجيع زيادة كفاءة الإنتاج في الاقتصاد. قُدِّم تقرير اللجنة إلى الحكومة في ديسمبر 1991.
أوصت اللجنة من بين أمور أخرى بتوسيع القواعد الضريبية من خلال فرض ضرائب على المزايا الإضافية وتحسين الامتثال من خلال إنفاذ أكثر فعالية، وخفض معدلات ضريبة الدخل للأفراد والشركات وتطبيق المعدلات على أسس أوسع، وإجراء تعديلات لتأثيرات التضخم، استبدال هيكل متعدد المعدلات لضرائب المبيعات والضرائب غير المباشرة بضريبة القيمة المضافة، وعدد محدود من المكوس على السلع التقليدية القابلة للانتقاص والسلع الكمالية، وتبسيط الرسوم الجمركية عن طريق تقليل عدد المعدلات، وتقليل الإعفاءات من كل من الجمارك وضرائب المبيعات.
اعتُبرت إستراتيجية «المعدل المنخفض والقاعدة العريضة» هذه أكثر اتساقًا من الناحية العملية مع كل من التخصيص الفعال للموارد والإنصاف من نمط «المعدل المرتفع وضيق القاعدة» الذي سيطر على النظام الضريبي التنزاني في الماضي.

## نظام الضرائب الحالي
الضرائب في تنزانيا هي نوعان من الضرائب. يتم تصنيف كل نوع وفقًا للتأثير القانوني والفعال للدافع النهائي. هذان النوعان هما ضرائب مباشرة وغير مباشرة.

### الضرائب المباشرة
هذه هي الضرائب المفروضة مباشرة على دخل الناس من العمل أو الأعمال التجارية أو ملكية الممتلكات والاستثمار. يقع تأثير الضريبة وحدوثها على نفس الشخص، أي لا يمكن تحويل الوقوع إلى شخص آخر، على سبيل المثال ضريبة الشركات والدفع كما تكسب وضرائب الاستقطاع.

### ضريبة الشركات
هذه ضريبة يتم دفعها من أرباح الشركات. يتعين على الشركات أو الكيانات إعداد حسابات ختامية، والتي يجب اعتمادها من قبل مدققين معتمدين ومحاسبين معترف بهم من قبل هيئة الإيرادات. يتم تقديم هذه الحسابات إلى هيئة تنظيم الاتصالات في التاريخ المحاسبي المحدد. يتعين على جميع الشركات سواء كانت مقيمة أو غير مقيمة بموجب قوانين ضريبة الدخل تقديم تقدير للدخل في غضون ثلاثة أشهر بعد بدء السنة المحاسبية. من المفترض أن تدفع الشركة الضريبة على أربعة أقساط. بعد ستة أشهر من الفترة المحاسبية يجب على الشركة تقديم إقرار ضريبي نهائي إلى هيئة تنظيم الاتصالات. معدل ضريبة الشركات الحالي هو 30٪ و10٪ لمجمعي المركبات والجرارات وقوارب الصيد الجديدة للسنوات الخمس الأولى من بدء التشغيل.

### ضريبة الدخل الفردي
يشمل الأفراد التجار الفرديين والأشخاص الذين يتقاضون رواتب والذين يخضعون للضريبة بمعدل ضريبة الدخل الفردي التصاعدي، والذي يختلف من أدنى معدل هامشي بنسبة 9٪ إلى أعلى معدل هامشي بنسبة 30٪. بالنسبة للأفراد غير المقيمين فإن السعر المطبق هو 20٪، والذي يتم تحميله على إجمالي الدخل. كما يُطلب من التجار الفرديين بموجب القانون تقديم تقدير للدخل خلال 3 أشهر من السنة المحاسبية الجديدة. يتم فرض ضرائب عليها بناءً على نظام ضريبي افتراضي، حيث تعتمد الضريبة المستحقة الدفع على التقديرات على حجم المبيعات / المبيعات السنوية وليس الربح.

### الضرائب غير المباشرة
هذه الضرائب التي تعتمد على الاستهلاك. أمثلة على هذه الضرائب مثل رسوم الاستيراد والجمارك الضريبية وضريبة القيمة المضافة، وما إلى ذلك. بحكم التعريف يقع الأثر القانوني للضريبة على عاتق التاجر الذي يعمل كوكيل تحصيل للحكومة بينما يقع التأثير الفعلي على عاتق المستهلك النهائي للسلع أو الخدمات الذي يدفع الضريبة في النهاية.

### ضريبة القيمة المضافة
ضريبة القيمة المضافة هي ضريبة استهلاك يفرضها التجار المسجلون في ضريبة القيمة المضافة على جميع السلع والخدمات الخاضعة للضريبة بمعدل قياسي قدره 18٪. ضريبة القيمة المضافة هي ضريبة متعددة المراحل تُفرض في كل مرحلة من مراحل الإنتاج والتوزيع حتى مرحلة البيع بالتجزئة. يتم فرض الضريبة أيضًا على الواردات الخاضعة للضريبة التي يقوم بها الأشخاص سواء كانوا مسجلين لضريبة القيمة المضافة أم لا.